# Dynast
Dynast (från grekiskan) betecknade i Grekland över huvud en härskare eller maktinnehavare utan hänsyn till väldets art eller omfång. 
Ibland betecknade man därmed i inskränktare mening en härskare (lat. regulus) över ett så litet område, att han inte skäligen kunde kallas kung. Det kunde användas även om ett flertal av personer, som egenmäktigt förde styrelsen inom ett samhälle, enligt Aristoteles särskilt i det fall, att sönerna med arvsrätt efterträdde sina fäder i regeringen. Under medeltiden förstods med dynast en härskare i allmänhet, utan avseende på storleken av hans område, således lika väl en kung som en baron. (I Tyskland nyttjades ordet dock endast om de herrar, som inte kommit i åtnjutande av fullständig Landeshoheit, det vill säga alla kejserliga höghetsrättigheter inom området. Sedan 1400-talet antog dessa dynaster grevetitel.) Ordet (som sällan begagnats av svenska författare) brukas nu i betydelsen av regent, hövding.